# Kaplica św. Barbary przy Silesia City Center w Katowicach
Kaplica św. Barbary przy Silesia City Center w Katowicach – rzymskokatolicka kaplica w Katowicach, położona przy ulicy Chorzowskiej 111, na obszarze dzielnicy Dąb, przy galerii handlowej Silesia City Center. 
Kaplicę zaadaptowano w budynku maszynowni zlikwidowanej kopalni „Eminenz” (późniejszy „Gottwald”) z inicjatywy węgierskiej spółki TriGranit, będącej inwestorem Silesia City Center. Budynek kaplicy pochodzący z 1920 roku posiada cechy historyzujące i znajduje się w gminnej ewidencji zabytków. Została poświęcona w 2005 roku. Od 2012 roku jest kościołem rektoralnym do dzieł nowej ewangelizacji. Obsługiwana jest przez duszpasterza rezydującego w parafii św. Jana i Pawła Męczenników w Katowicach-Dębie.

## Lokalizacja
Kaplica św. Barbary położona jest przy ulicy Chorzowskiej 111 w Katowicach, w granicach dzielnicy Dąb, przy centrum handlowym Silesia City Center. Usytuowana jest ona w centralnej części zespołu zlikwidowanej kopalni węgla kamiennego „Eminenz” (późniejszy „Gottwald”), po wschodniej stronie szybu „Georg” („Jerzy”).
W pobliżu kaplicy św. Barbary położony jest przystanek tramwajowy ZTM Dąb Silesia City Center, a także stacja wypożyczalni rowerów miejskich Metrorower nr 27071.

## Historia

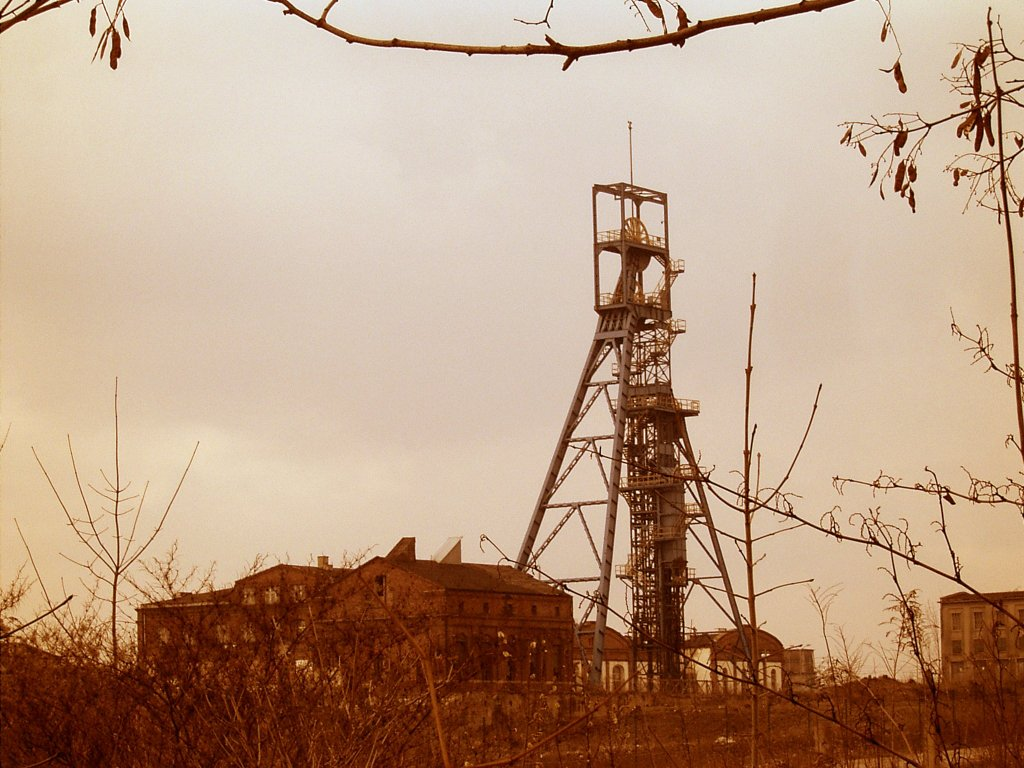
Zabudowania d. KWK „Gottwald” przed wybudowaniem w 2005 roku galerii handlowej Silesia City Center; na lewo od wieży szybu „Jerzy” późniejsza kaplica św. Barbary

Kaplica św. Barbary została ustanowiona w zabudowie po kopalni węgla kamiennego „Eminenz” (późniejsza kopalnia „Gottwald”) z początków XX wieku. 30 września 1903 roku zostało nadane pole górnicze „Eminenz”. Budowę kopalni rozpoczęto 1 lipca 1904 roku, a uroczyste poświęcenie głównego szybu „Georg” („Jerzy”) nastąpiło 8 sierpnia 1904 roku. W ten sposób chciano uhonorować arcybiskupa wrocławskiego kardynała Georga von Koppa, który osobiście dokonał aktu poświęcania. Głębienie szybu rozpoczęto dzień później. W 1905 roku rozpoczęto wydobywanie węgla kamiennego z pokładu „Fanny”. Prace przy budowie szybu ukończono w marcu 1907 roku, osiągnąwszy głębokość 304 m. Nad szybem ustawiono dwie stalowe wieże szybowe.
Kaplica powstała w budynku maszyny wyciągowej, która w późniejszym okresie pełniła funkcję budynku wymiennikowni ciepła. Pierwszy budynek maszynowni z lat 1905–1908 znajdował się w ciągu budynków przy późniejszej ulicy Chorzowskiej, w jednym z segmentów dawnego budynku kotłowni. W 1920 roku zdemontowano starą maszyną wyciągową firmy Bülow, która pochodziła z kopalni „Waterloo” i postawiono nowy budynek maszyny wyciągowej na wschód od szybu „Georg”. 
1 stycznia 1974 roku kopalnia „Gottwald” została połączona z kopalnią „Kleofas”. W 1976 roku zmodernizowano szyb „Jerzy”, stawiając nowy budynek maszynowni, dobudowany po wschodniej stronie budynku późniejszej kaplicy, a dotychczasowy obiekt przeznaczono pod wymiennikownię ciepła.
Od 1 lipca 1993 roku zakład działał w ramach Katowickiego Holdingu Węglowego. Po wstrzymaniu w 2004 roku wydobycia na terenie kopalni „Kleofas”, pozostałe wówczas obiekty kopalni „Eminencja” wyburzono, pozostawiając jedynie te, które już od dawna nie służyły celom wydobywczym, a rozległy teren przeznaczono pod nowe inwestycje. 17 listopada 2005 roku na tych terenach oficjalnie oddano do użytku Silesia City Center, największe wówczas centrum handlowe w województwie śląskim. Inwestor przy budowie galerii handlowej zachował część zabudowy przykopalnianej oraz wieże szybu „Jerzy”.
Przedstawiciele spółki Silesia City Center zaproponowali kurii archidiecezjalnej w Katowicach przekształcenie budynku maszynowni w kaplicę pw. św. Barbary i to z inicjatywy inwestora – węgierskiej spółka TriGranit – przygotowano i przebudowano obiekt do użytku na cele sakralne. Kaplica została poświęcona 3 grudnia 2005 roku przez metropolitę katowickiego arcybiskupa Damiana Zimonia. Do kaplicy przeniesiono ołtarz i figurkę św. Barbary z kopalni „Gottwald”, przechowywane do tej pory w dębskiej parafii św. Jana i Pawła, a w 2018 roku organy z kaplicy Wyższego Śląskiego Seminarium Duchownego w Katowicach.
W 2012 roku kaplicę ustanowiono kościołem rektoralnym dla dzieł nowej ewangelizacji. Pierwszym rektorem został ks. Krzysztof Biela, a 1 sierpnia 2015 roku został nim ks. Bogdan Kania. 4 grudnia 2016 roku, w liturgiczne wspomnienie patronki górników św. Barbary, metropolita katowicki abp Wiktor Skworc odprawił w kaplicy mszę.

## Architektura
Kaplica św. Barbary przy Silesia City Center w Katowicach jest budynkiem murowanym z cegły, nieotynkowanym, o wyrównanych gabarytach, powstałym na rzucie prostokątnym o wymiarach 18,5 × 14,0 m. Zwieńczony jest dachem dwuspadowym. Powierzchnia zabudowy kaplicy wynosi 273 m², powierzchnia użytkowa według stanu z 1985 roku – 225 m², zaś kubatura – 3 481,92 m³. Kaplica ma jedną kondygnację nadziemną.
Obiekt wykazuje cechy historyzujące. Ma identyczne elewacje północne i południowe. Ich doły zwieńczone są pasami podłokietników z kamienia przechodzącymi także przez pilastry. Górna część budynku została podkreślona gzymsem i pasem kwadratowych okienek. Środkowy pas z okami podzielony jest pilastrami na pięć pól. W każdym z nich znajduje się wnęka okienna z łukiem pełnym, a w niej prostokątne okno. Elewacja zachodnia budynku ma trzy wydzielone pola, z czego środkowe jest zwieńczone trójkątnym tympanonem. 
We wnętrzu kaplicy znajdują się m.in.: ołtarz poświęcony św. Barbarze (wcześniej pod ziemią w kopalni „Kleofas”), figurka św. Barbary z kopalni „Gottwald”, stacje drogi krzyżowej autorstwa Mariusza Pałki, organy pochodzące z budynku Wyższego Śląskiego Seminarium Duchownego w Katowicach, obraz z błogosławieństwem papieża Franciszka oraz ikona św. Jana Pawła II. Tabernakulum w kaplicy ma konstrukcję umożliwiającą prowadzenie adoracji bez potrzeby wystawiania monstrancji. 
Budynek kaplicy wpisany jest do gminnej ewidencji zabytków miasta Katowice.

## Działalność duszpasterska
Kaplica św. Barbary przy Silesia City Center w Katowicach to pierwsza w Polsce kaplica, która powstała przy centrum handlowym. W założeniu miała nie tylko służyć odwiedzającym galerię, ale też mieszkańcom pobliskiego osiedla mieszkaniowego Dębowe Tarasy. Pierwotnie przynależała do rzymskokatolickiej parafii św. Jana i Pawła Męczenników w Dębie, a od 2012 roku jest kościołem rektoralnym poświęconym głównie dziełom nowej ewangelizacji.
Według stanu z 2023 roku w kaplicy msze święte odprawiane są we wtorki, czwartki (po jednej) i niedziele (dwie), celebrowane są także inne nabożeństwa: adoracja Najświętszego Sakramentu, modlitwa różańcowa czy droga krzyżowa. W niedzielnych eucharystiach uczestniczy około 100 osób – w porannej mszy św. przeważają osoby przychodzące przed pracą w galerii, a w wieczornej młodzież akademicka.
W kaplicy spotyka się także kilka wspólnot (m.in. katowicka Szkoła Nowej Ewangelizacji Chrystusa Króla, zespół uwielbieniowy „OMG”, jedna z gałęzi wspólnoty Mamre, a także gałąź kobieca wspólnoty Opus Dei). Organizowane są tu cykliczne wydarzenia oraz akcje ewangelizacyjne, w tym koncerty kolędowe. Cyklicznie odbywają się też Noce Konfesjonałów oraz, połączona z zajęciami warsztatowymi, Modlitwa o Dobrego Męża i Dobrą Żonę.

## Galeria

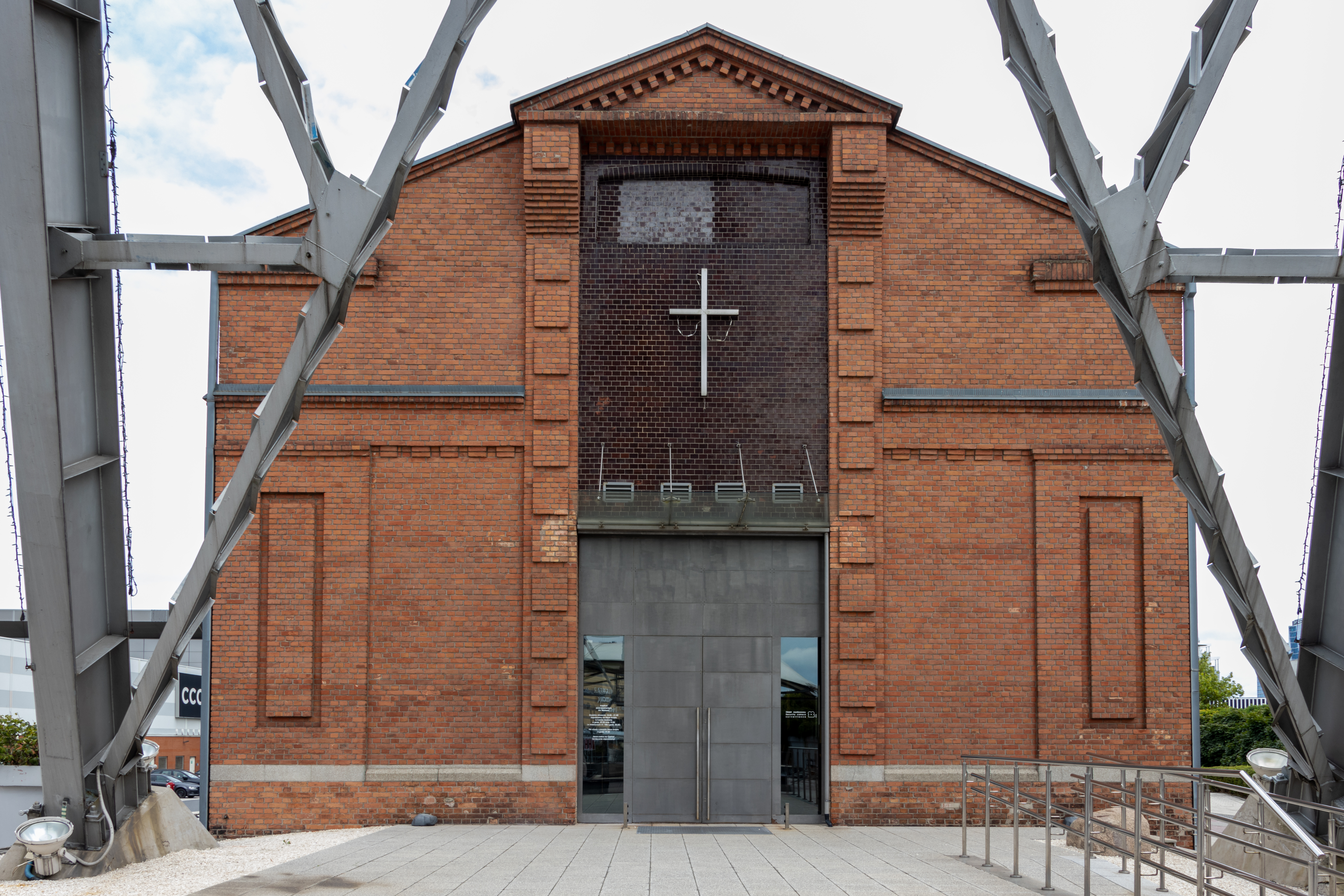
Fasada kaplicy (2024)
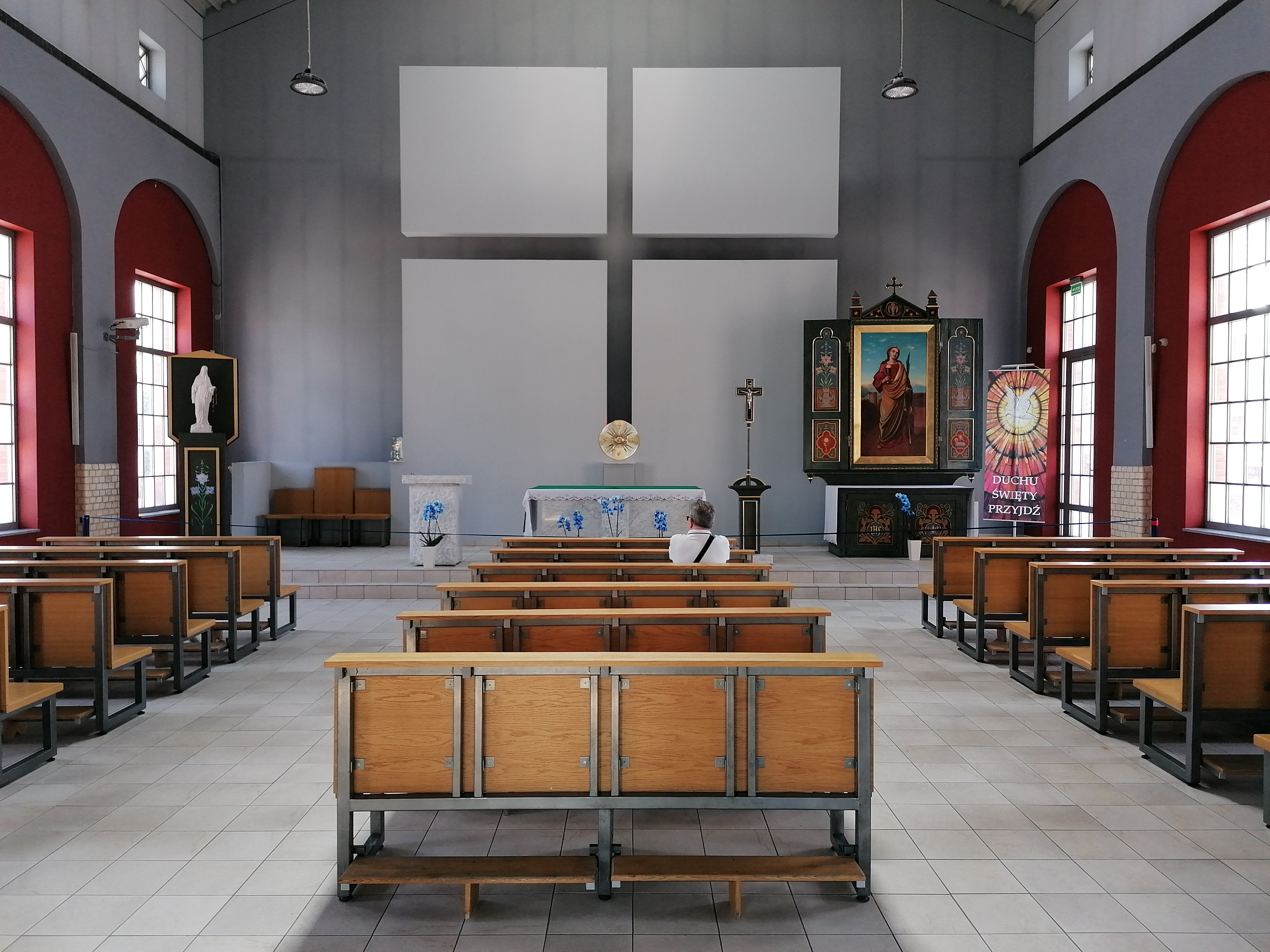
Wnętrze (2023)
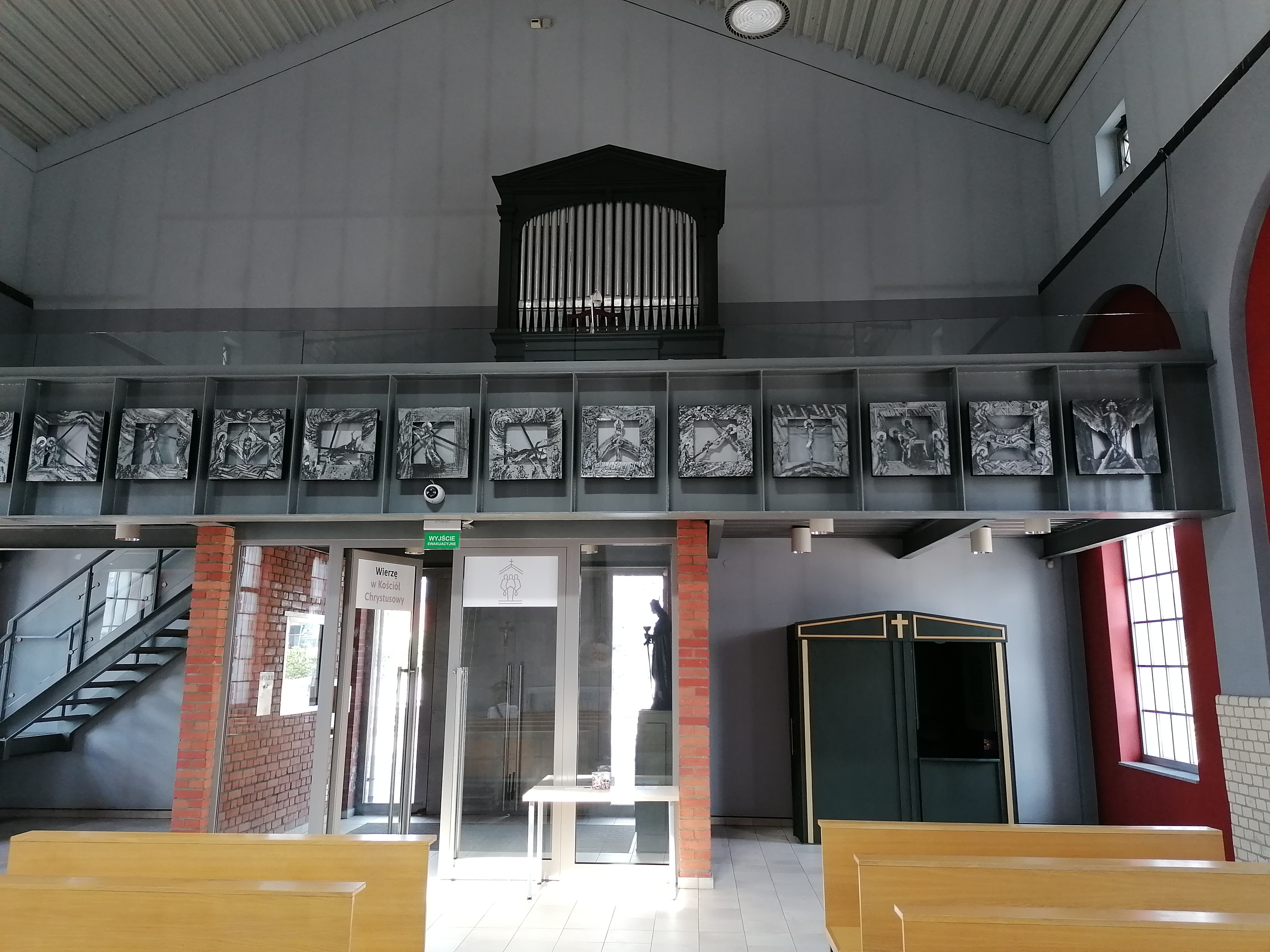
Empora (2023)
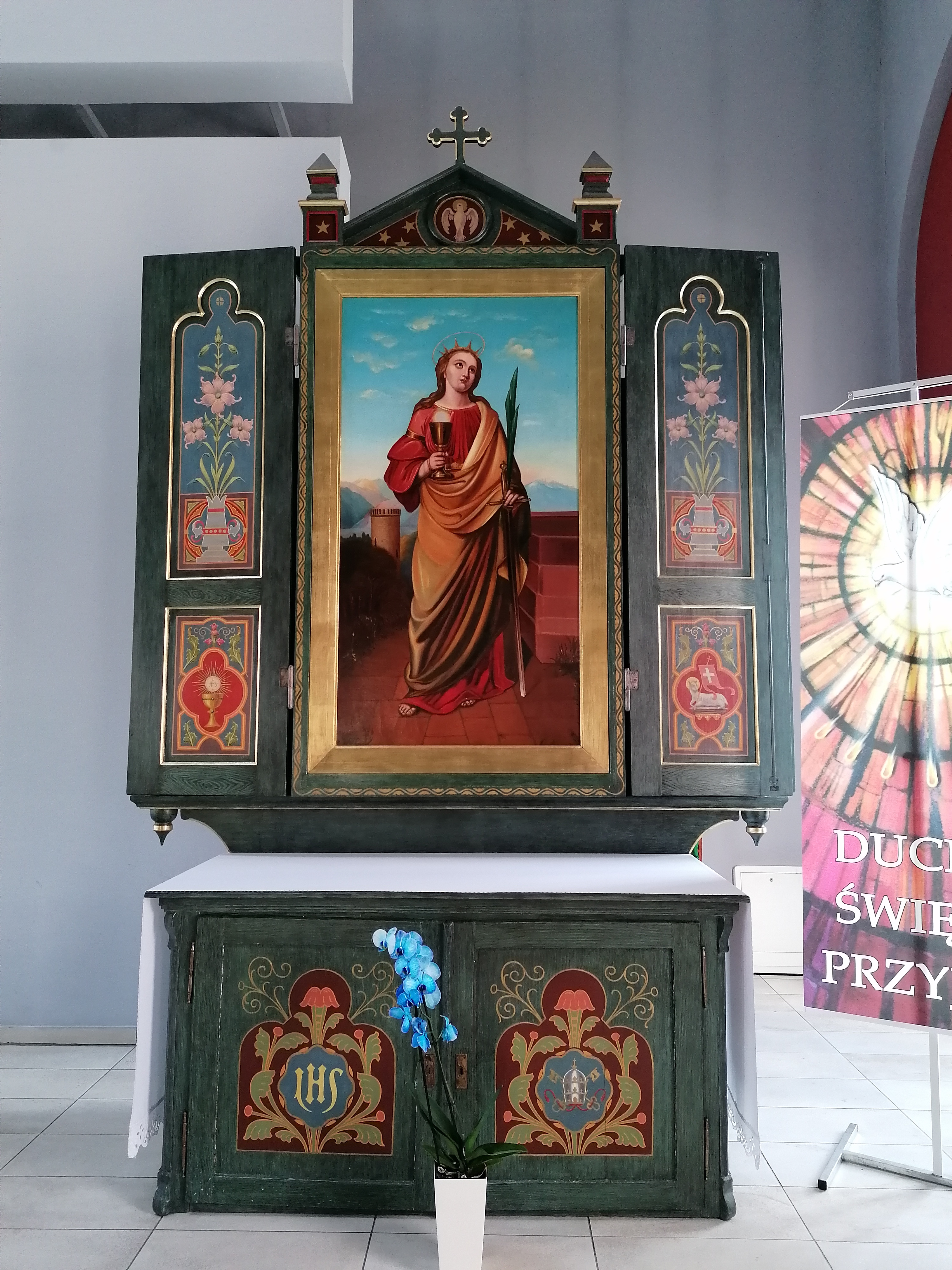
Ołtarz przedsoborowy (2023)
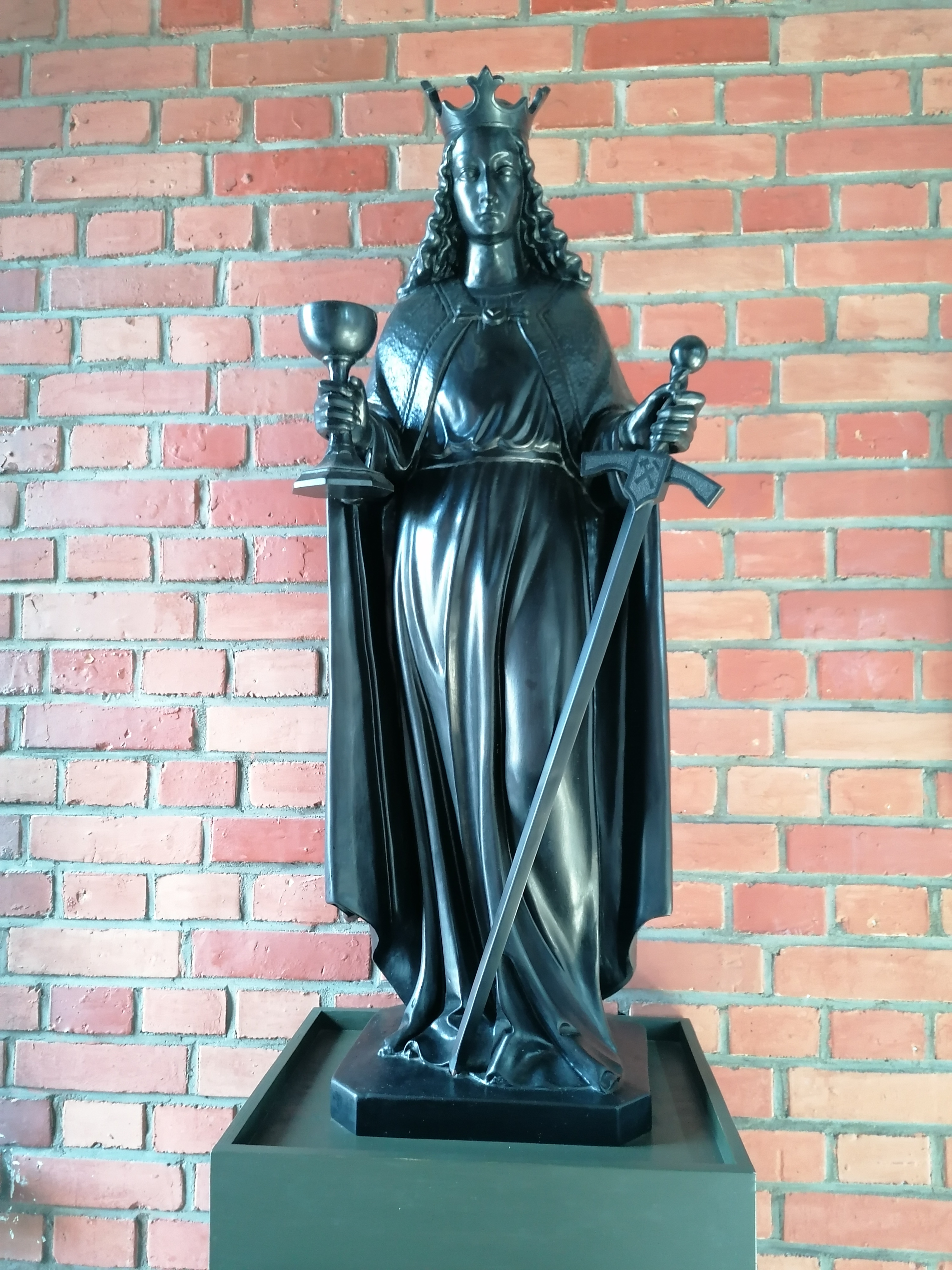
Figura patronki w kruchcie (2023)